# Replica (Alternative-Rock-Band)
Replica ist eine 2000 gegründete Alternative-Rock-Band aus Sesvete, dem größten Stadtteil der kroatischen Hauptstadt Zagreb, bestehend aus Ivan Šibenik (Gesang, Gitarre), Domagoj Cifrek (Gitarre), Majkl Jagunić (Bass) und Branimir Ivančan (Schlagzeug).

## Geschichte
Nachdem die Gruppe bereits zwei Demo-Alben veröffentlicht hatte, erfolgte der Release ihrer ersten Single „Vlak za nigdje“ im Juni 2008 über das Label Croatia Records. Zu diesem Song erschien auch ein Musikvideo. Noch im selben Jahr erschien das Debütalbum „Jeftin trik“ im Oktober, gefolgt von der zweiten Single „Beštija“. Jeftin trik landete auf dem 21. Platz der kroatischen Albumcharts.
Im Juli 2011 erfolgte die Veröffentlichung der ersten Single zum zweiten Studioalbum, welches im Oktober herausgebracht wurde. Diese Single heißt „Sve što je vječno, kratko traje“. Das zweite Album, welches den Titel „Svi smo pozvani“ trägt, landete auf Platz 9 der heimischen Charts. Kurz darauf wurde die gleichnamige Single zum Album released.
Replica spielt Alternative Rock, in dem Einflüsse aus Punk und Grunge heraushörbar sind.

## Sonstiges
In Österreich existiert eine gleichnamige Band, die Metalcore spielt und derzeit bei Noisehead Records unter Vertrag steht.

## Diskografie

### Alben
- 2008: Jeftin trik (Croatia Records)
- 2011: Svi smo pozvani (Croatia Records)

### Singles
- 2008: Vlak za nigdje (Croatia Records)
- 2008: Beštija (Croatia Records)
- 2011: Sve što je vječno, kratko traje (Croatia Records)
- 2011: Svi smo pozvani (Croatia Records)